# Sunniva minor
Sunniva minor är en kräftdjursart som beskrevs av Gustav Budde-Lund 1908A. Sunniva minor ingår i släktet Sunniva och familjen Scleropactidae.

## Underarter
Arten delas in i följande underarter:
- S. m. minor
- S. m. polythele